# Slaget ved Stallupönen
Slaget ved Stallupönen blev udkæmpet den 17. august 1914 øst for Stallupönen i det daværende Østpreussen (i dag Nesterov i Kaliningrad oblast i Rusland) mellem enheder fra det tyske 1. armékorps og enheder fra den 1. russiske armé. De talmæssigt underlegne tyske tropper tilføjede de russiske enheder betydelige tab og holdt stand under kampen, men måtte da dagen var omme rømme slagmarken i ly af mørket, da der var fare for at de kunne blive omgået af fjenden på begge flanker. Det var ikke muligt for den tyske hovedstyrke at gribe ind, da den øverstkommanderende for 1. armékorps uden at aftale det med overkommandoen for 8. armé havde placeret sine tropper langt væk fra det planlagte.

## Baggrund
Den tyske generalstabs overordnede plan for den indledende fase i en krig mod Rusland var defensiv af natur, og man var på forhånd klar til at opgive områder øst for den øvre del af Oder, Fæstningen Poznań og den nedre del af Weichsel – dvs. dele af provinserne Schlesien, Posen og Vestpreussen samt hele provinsen Østpreussen. Først efter at være blevet tvunget til at trække sig tilbage over hele linjen skulle de kommanderende generaler på stedet indsætte alle deres styrker og holde ud indtil der kom forstærkninger fra vestfronten. Til gengæld skulle man i området øst for den inden krigen udbyggede Weichsel-Nogat-Linje (med det befæstede steder Thorn, Kulm, Graudenz og Marienburg) kun gå i kamp, når der var udsigt til sejr. I Østpreussen, hvor søer og udstrakte skove gjorde det umuligt for russerne at rykke frem over en samlet front, skulle de tyske tropper angribe isolerede russiske enheder hvis lejligheden bød sig og derigennem opnå lokale sejre. Dette aktive forsvar skulle imidlertid først indledes ved den geografisk gunstige linje Gumbinnen-Angrapa-Masuriske Søer. I midten af august 1914 planlagde ledelsen af den tyske 8. armé med at angribe den nordlige del af den 1. russiske armé, som rykkede frem mod vest, ved Rominter Heide fra området ved Gumbinnen-Angrapa og omringe og besejre den.
I modstrid med det som 8. armé havde anordnet, havde den kommanderende general for 1. armékorps, Hermann von François (som mente, at Generaloberst von Prittwitz handlede for "forsigtigt"), frem til 16. august 1914 ikke placeret sine to infanteridivisioner og de andre enheder som var tildelt hans korps (1. Kavaleridivision og 2. Landwehr-brigade) i området mellem Insterburg og Gumbinnen, men i stedet længere mod øst nær grænsen og over en front på 60 km. Den 2. infanteridivision stod ved Goldap og Tollmingkehmen i den vestlige del af Rominter Heide, 1. infanteridivision nord herfor ved Stallupönen, 1. kavaleridivision ved Pillkallen og 2. Landwehr-brigade langt mod nordvest ved Tilsit. Dermed havde 1. korps fjernet sig over 40 km fra hovedstyrken i 8. armé, som lå bag Angerapp. Ledelsen af 8. armé vidste ikke noget om dette før 17. august. François organiserede flere rekognosceringsfremstød ind over den russiske grænse og planlagde også med et den 17. august. Ved første korps regnede man ikke med et russisk storangreb, selv om der om aftenen den 16. august blev observeret klargøring af russisk infanteri og artilleri foran 1. divisions front ved Eydtkuhnen. 
General François meddelte, at han om morgenen den 17. august ville komme på inspektion ved 1. infanteridivision.

## Forløb
Tidligt om morgenen den 17. august begyndte den russiske 1. Memel-armé at rykke vestpå over hele fronten mellem Suwalki i syd og Schillehnen i nord. I centrum for fremrykningen ved det russiske 3. og 20. korps lå den tyske 1. infanteridivision. Da François ankom til divisionen omkring kl. 8, blev dens to brigader angrebet over hele fronten nordøst, øst og sydøst for Stallupönen af tre russiske infanteridivisioner. Hen under middag var der på begge fløje tegn på en omringning af de tyske enheder. Alligevel besluttede François og divisionschefen generalløjtnant Richard von Conta sig for at holde stillingen. Kl. 14 blev der overbragt befaling fra ledelsen af 8. armé (som i løbet af natten til den 17. august var blevet opmærksom på den udsatte placering som 1. korps stod i), som indeholdt ordre om at afbryde kampren og straks trække sig tilbage til Gumbinnen, men det ignorerede François. I mellemtiden havde divisionschefen for 2. infanteridivision, generalløjtnant Adalbert von Falk, som havde bemærket kamplarmen, på egen hånd besluttet at sende 4 bataljoner fra sin division afsted mod nordøst for at støtte 1. infanteridivision. Denne enhed ankom sent på eftermiddagen til den sydlige del af kampområdet og angreb den 27. russiske infanteridivision, som samtidig blev udsat for et modangreb fra det grenaderregimentet "König Friedrich Wilhelm I." i flanken ved Göritten. Herved udbrød der panik i rækkerne i den lidet kampvante russiske division. Nogle regimenter søgte nærmest i flugt tilbage mod grænsen. Ved overgangen over grænsefloden førte direkte beskydning fra tysk artilleri til betydelige tab. Flere tusinde russiske tropper overgav sig, alene 105. infanteriregiment mistede ca. 3.000 mand. På den nordlige flanke måtte de tyske enheder i løbet af eftermiddagen gradvis trække sig tilbage i retning af Stallupönen. Efter mørkets frembrud indstillede de russiske tropper imidlertid angrebene. Under slaget havde russiske enheder omgået de tyske stillinger og var ved aftenstid nået til Kussen ca. 40 km nordvest for Stallupönen. Dermed var 1. infanteridivision i fare for snart at blive afskåret fra området ved Gumbinnen-Insterburg. Også sydvest for Stallupönen lykkedes det ved aftenstid en russisk brigade at trænge ind bag de tyske stillinger. Trods det vægrede François sig endnu imod at indlede tilbagetrækningen. Han planlagde i stedet at genoptage kampen den følgende dag, selv om det stod klart, at den russiske overmagt da ville være endnu større. Først en fornyet ordre til tilbagetog fra arméledelsen fik ham til sent på aftenen at trække sine tropper tilbage i retning af Gumbinnen.

## Konsekvenser
Som følge af 1. korps egenmægtige handlinger var de dispositioner, som ledelsen af 8. armé havde foretaget, på mange måder blevet overhalet af realiteterne. Den højre russiske fløj strakte sig ikke, som oprindelig forventet, kun til Rominter Heide, men derimod, på grund af den omringningsbevægelse, som var gennemført under slaget, endnu længere mod nord. En omringning af denne russiske styrke syntes ikke længere mulig. I stedet var 8 armé nu selv i fare for at blive omgået fra nordøst. Desuden havde 1. korps forsinket den russiske fremmarch og ved sin spredte opstilling samtidig forhindret at resten af 8. armé kunne gribe ind i kampen. Dermed var det et spørgsmål, om 8. armé stadig kunne tvinge Neman-armeen til en afgørelse inden den 2. russiske (Narew-)arme brød ind i Østpreussen sydfra. Desuden var overkommandoen over og feltkommandanterne i Neman-armeen blevet gjort opmærksom på at der var stærke tyske enheder i området ved Gumbinnen, og de handlede derfor med forsigtighed, hvilket – igen efter pres fra François' – gjorde det tre dage efter slaget ved Stallupönen indledte tyske modangreb (se Slaget ved Gumbinnen) mere vanskeligt.